# 長岡技術科学大学
長岡技術科学大学（ながおかぎじゅつかがくだいがく、英語: Nagaoka University of Technology）は、新潟県長岡市上富岡町1603-1に本部を置く日本の国立大学。1976年創立、1976年大学設置。大学の略称は技大（ぎだい）、技科大（ぎかだい）。

## 概要
本学は1976年10月1日、実践的な技術の開発を主眼とした教育研究を行う大学院に重点を置いた工学系の大学として、新たな構想の下に開学した。日本に2校ある「技術科学大学」のうちの1つで、豊橋技術科学大学（愛知県豊橋市）と同時に設立された。
高等専門学校からの三年次編入生が8割以上を占めるという特色を持つ。また、一年次入学者は第一学年一学期中は共通のカリキュラムを履修し、二学期開始時に各課程に配属されるシステムをとっている。なお一年次入学者のおよそ半数が工業高校や農業高校といった専門高校からの推薦入学となっている。
専門学校などと同様に、大学などで一般的な実験だけにとらわれず、現場での実習を取り入れた授業が展開されている。
「実務訓練」（いわゆるインターンシップ）として学部第4学年に約5ヶ月間、一般企業等の現場において実習させる体制をとるなど、実践的技術の開発を主眼とする教育研究を目指している。この実務訓練では、国内企業にとどまらず海外の企業および大学にも留学などの名称で積極的に学生を派遣している。
また、国内の多くの大学で採用している二期制（前期、後期）ではなく三期制（一学期、二学期、三学期）を採用している。ただし、長岡という国内有数の豪雪地帯という立地もあって三学期は補充用の講義が開講されるのみであり、特に研究活動を行わない学部生にとっては、二学期が終了して翌年の一学期までの3ヶ月間は実質長期の冬休みと見なされている。
大学のモットー
VOS
- V（Vitality [活力]）
- O（Originality[独創力]）
- S（Services[世のための奉仕]）

## 研究・教育
- 21世紀COEプログラム（COE）
  - ハイブリッド超機能材料創成と国際拠点形成
  - グリーンエネルギー革命による環境再生
- 特色ある大学教育支援プログラム（特色GP）
  - 実務訓練（長期実践型実習）と教育効果
- 現代的教育ニーズ取組支援プログラム（現代GP）
  - 安全社会を創成する先進技術教育プログラム−eSAFE−
- 卓越大学院プログラム
  - グローバル超実践ルートテクノロジープログラム
- スーパーグローバル大学（グローバル化牽引型指定校）
  - グローバル社会を牽引する実践的技術者育成プログラム～グローバル産学官融合キャンパス構築～
- 国連アカデミック・インパクト
  - SDGsゴール9（産業と技術革新の基盤を作ろう）ハブ大学
- ユネスコチェアプログラム
  - 技学SDGインスティテュート

## 沿革
- 1974年 - 昭和49年度予算で技術科学大学院（仮称）の長岡市設置が決定された。
- 1976年 - 国立学校設置法の一部を改正する法律（昭和51年法律第26号）の施行により新設公布。同年10月1日に長岡技術科学大学開学。
- 1978年 - 第1回入学式を挙行。
- 1989年 - 工学部に生物機能工学課程を設置。
- 1994年 - 工学部に環境システム工学課程設置。
- 2000年 - 工学部機械システム工学課程及び創造設計工学課程を「機械創造工学課程」に改組。工学部電気・電子システム工学課程及び電子機器工学課程を「電気電子情報工学課程」に改組。工学部に「経営情報システム工学課程」設置。
- 2004年 - 国立大学改組に伴い、国立大学法人長岡技術科学大学を設置。
- 2006年 - 工学研究科「生物統合工学専攻」、専門職大学院技術経営研究科「システム安全専攻」設置。
- 2007年 - 研究成果を社会全体の公開するテクノミュージアム「てくみゅ」開設[4]。
- 2012年 - 工学研究科に「原子力システム安全工学専攻」設置。
- 2015年 - 工学研究科に「技術科学イノベーション専攻」設置。

## 組織

### 工学部
学部は工学部のみ。
- 機械創造工学課程（JABEE認定）
- 電気電子情報工学課程
- 物質材料工学課程
2015年4月に材料開発工学課程から名称変更
- 環境社会基盤工学課程
2015年4月に、建設工学課程（JABEE認定）と環境システム工学課程（JABEE認定）を改組
- 生物機能工学課程
- 情報・経営システム工学課程
2015年4月に経営情報システム工学課程から名称変更

### 大学院工学研究科

#### 修士課程
- 機械創造工学専攻
- 電気電子情報工学専攻
- 物質材料工学専攻
2015年4月に材料開発工学専攻から名称変更
- 環境社会基盤工学専攻
2015年4月に、建設工学専攻と環境システム工学専攻を改組 生物機能工学専攻
- 情報・経営システム工学専攻
2015年4月に経営情報システム工学専攻から名称変更
- 原子力システム安全工学専攻
- システム安全工学専攻

#### 大学院5年一貫制博士課程
- 技術科学イノベーション専攻

#### 博士後期課程
- 情報・制御工学専攻
- 材料工学専攻
- エネルギー・環境工学専攻
- 生物統合工学専攻

### 専門職大学院技術経営研究科

#### 専門職学位課程
- システム安全専攻（2021年4月より大学院工学研究科システム安全工学専攻に改組）

### 研究（教員）組織
以前は各系（機械系、電気系など）に教員が配置されていたが、改組により現在は次の組織に教員が所属している。
- 技学研究院
- 技術経営研究院
- 産学融合トップランナー養成センター

教員は上記の各所属から、大学院の各専攻、工学部の各課程の教育を担当する。

### 学内共同教育研究施設等
- 東京サテライトキャンパス（東京工業大学キャンパス・イノベーションセンター内）[6]
- 教育方法開発センター
- 共通教育センター
- 語学センター
- 体育・保健センター
- 分析計測センター
- 技術開発センター
- 工作センター
- 極限エネルギー密度工学研究センター
- 国際連携センター
- eラーニング研究実践センター
- 情報処理センター
- ラジオアイソトープセンター
- 音響振動工学センター
- 理学センター
- マルチメディアシステムセンター
- テクノインキュベーションセンター
- 高性能マグネシウム工学研究センター
- アジア・グリーンテック開発センター
- 安全安心社会研究センター
- メタン高度利用技術研究センター
- 技学イノベーション推進センター
- 知的財産センター
- 産学融合トップランナー養成センター
- 技術支援センター

## 附属図書館
学部4年生から24時間の利用ができる。
国立高専図書館と連携し、統合図書館システムを運用している。本システムは、長岡技術科学大学がサービスセンターとなり、51の国立高専がDBサーバにアクセスするプライベートクラウド方式で稼働している。

## 対外関係

### 国内他大学との協定
- 大学eラーニング協議会

### 海外他大学との連携
ベトナムのハノイ工科大学とホーチミン市工科大学に連携オフィスを開設しているほか、インドやチリの大学と協力している。
2019年8月29日、ルーマニアのバベシュ・ボヤイ大学と学術交流協定を結んだ。

### 産学官連携
- アイビーシステム（長岡技術科学大学内に連携サテライトオフィスを開設）[9]
- 東京電力ホールディングス（防災・減災や災害からの早期回復をめざすレジリエンス）[10]
- 新潟県（防災・減災に関する包括的連携協定）[11]
- 新潟県新発田市（農業などでの包括的連携協定）[12]

## 著名な出身者
- ロブサンニャム・ガントゥムル - モンゴル第一副首相
- 伊藤正秀 - 国土交通省国土技術政策総合研究所長、土木研究センター理事長
- 木村嘉富 - 国土交通省国土技術政策総合研究所長、橋梁調査会審議役
- 木村実 - 国土交通省国土政策局長、内閣官房内閣審議官
- 渡辺志津男 - 東京都下水道局長、東京都下水道サービス社長、日本下水道事業団功労者
- 野水重明 - ツインバード社長
- 上浦正樹 - 工学者、北海学園大学名誉教授
- 多田博夫 - 工学者、徳島工業短期大学学長
- 中津川昴 - 超常現象研究家、日本サイ科学会宇宙生命研究分科会副会長
- 神島正和 - 声優

## エリア放送
信越総合通信局管内初のエリア放送地上一般放送局の免許を取得、
2013年（平成25年）11月より長岡技術科学大学エリアワンセグTVの名称、G-oneTVの略称でワンセグ放送を実施していたが、2020年（令和2年）5時に廃止した。
構内に地上一般放送局が設置されていた。
| 免許人                        | 局名                       | 呼出符号     | 物理チャンネル | 周波数        | 空中線電力 | ERP   |
| ----------------------------- | -------------------------- | ------------ | -------------- | ------------- | ---------- | ----- |
| 国立大学法人 長岡技術科学大学 | 長岡技術科学大学エリア放送 | JOXZ4AA-AREA | 45ch           | 665.142857MHz | 10mW       | 760μW |

## 交通・アクセス方法

### 立地
本学は長岡市川西地区の長岡ニュータウンとして開発が進められたエリアの周辺に所在する。国営越後丘陵公園にも近く、丘陵地に立地している。
長岡駅前を発着する路線バス（越後交通）の最寄りバス停は「技大前」もしくは「富岡」となっている。ただし冬場は悪天候によるダイヤの乱れも顕著なため、大学近郊以外から自家用車で通学する学生も多い。

## 企業からの評価

### 人事担当者からの評価
- 2022年日本経済新聞社と日経HRが実施した、「人事が見る大学イメージ調査」[18]（2022年2月時点の全ての上場企業と一部有力未上場企業の人事担当者を対象に、採用した学生から見た大学のイメージなどを聞いた調査）において、長岡技術科学大学は、「関東・甲信越」で第8位[18]にランキングされた[19]。

## Wiki関係他プロジェクトリンク
- ウィキブックス (Wikibooks)
  - 長岡技術科学大対策